# عناصر التصميم وأسسه
تستخدم أسس التصميم لتنظيم وهيكلة عناصر التصميم، وتمثل المفاهيم الأساسية لأي تكوين من التكوينات الهندسية، ويمكن تطبيقها جزئيا على كل عنصر من عناصر التصميم أو عليها جميعها، باعتبارها وحدةٍ واحدة. ولذلك من الضروري تطوير الوعي البصري لمعرفة كيفية استخدام هذه المبادئ وخصوصًا في التصميم المعماري.

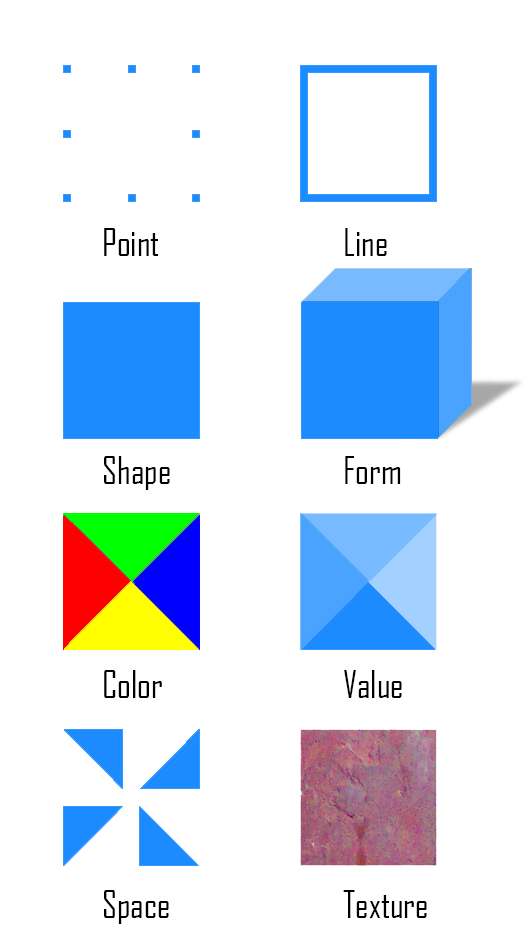
عناصر الفن والتصميم

## أسس التصميم

### تماثل / تباين-Symmetry/Asymmetry
مبدأ الاصطفاف (alignment) يرتكز على مواضع عناصر الرسم وعلاقاتها ببعضها البعض.

وفقا لمبدأ القرب (proximity)، الاصطفاف يسمح بالاتصال البصري بين عناصر التصميم حتى وإن لم يكونوا بالقرب من بعضهم.
التوازن (Balance) يشير إلى مبدأ التوازن البصري. الذي يمكن ان ينتج أيضا من التماثل بين عناصر متعارضة.
التماثل يشير إلى عملية تنظيم عناصر الرسم وفقا لتوازن هرمي يتحقق من خلال اصطفاف العناصر بالنسبة لمحور الذي يمكن ان يكون رأسي، افقي، أو مائل. أي ان اجزاء التصميم تتطابق فيما بينها - بالنسبة لمحور مركزي - وكأنها صورة معكوسة.
في المقابل، عناصر التصميم التي تظهر عدم توازن بصري، تتكون من عناصر مختلفة في المساحة، واللون والشكل، وموضوعة ضد بعضها البعض لخلق التباين.

### التكرار
تكرار عناصر الرسم في التصميم يمكن استخدامه لتوضيح وتأكيد ايقاع معين. التكرار يمكن ان يضيف اهمية بصرية للتصميم، ويساعد على تحديد مجموعات العناصر التي تنتمي لبعضها البعض. ويمكن اعتبار التكرار وسيلة لإضافة اتساق للتصميم. كثافة تكرار العناصر يعمل على خلق وحدة بصرية. هذه العناصر يمكن ان تكون بسيطة مثل الألوان، والعلاقات المكانية المتبادلة، والشكل، والملمس. العناصر المتكررة في بعض الأحيان ليست متطابقة ولكنها متشابهة ولكن تبقى علاقتها واضحة.

### الوحدة
الوحدة هي المبدأ الأساسي الذي يجمع جميع مبادئ وعناصر التصميم في تكوينة واحدة. تشير الوحدة إلى ان جميع عناصر التكوينة تعمل بانسجام وكأنها عنصر واحد. ويمكن تحقيق ذلك من خلال استخدام الاستمرارية والتحول الهندسي بين عناصر الرسومية. بالإضافة إلى ان التكرار والنمطية تعتبران من بين أهم العوامل لخلق شعور قوي للوحدة.